# Murat Akpınar
Murat Cem Akpınar (* 24. Januar 1999 in Düzköy) ist ein türkisch-aserbaidschanischer Fußballspieler.

## Karriere

### Verein
Akpınar begann mit dem Vereinsfußball 2007 in der Jugend von Yeni Düzköyspor und spielte anschließend für die Nachwuchsabteilung von Trabzonspor. Im November 2017 erhielt er beim Schwarzmeer-Klub einen Profivertrag und wurde für die Rückrunde der Saison 2017/18 an den Zweitverein 1461 Trabzon verliehen. Nach seiner Rückkehr debütierte der Mittelfeldspieler am 22. Februar 2019 im Spiel gegen Göztepe Izmir (3:1) in der Süper Lig und erzielte im dritten Einsatz sechs Wochen später gegen Antalyaspor (4:1) seinen ersten Treffer. Von 2019 bis 2021 folgten jeweils zwei Leihen über eine Spielzeit an die Drittligisten Hekimoğlu Trabzon sowie Kocaelispor. Dann war er die Saison 2021/22 erneut komplett für Trabzonspor aktiv, kam jedoch nur zwei Mal in Meisterschaft und Pokal zum Einsatz. Das folgende Jahr spielte Akpınar zur Leihe bei Giresunspor in der Süper Lig und seit dem Sommer 2023 steht er leihweise beim Zweitligisten Sakaryaspor unter Vertrag.

### Nationalmannschaft
Von 2015 bis 2016 bestritt Akpınar 13 Partien für die aserbaidschanische U-17-Nationalmannschaft und erzielte dabei zwei Treffer.